# GlaubeLiebeTod
GlaubeLiebeTod é o nono álbum da banda alemã Oomph!, sendo lançado em 2006 pela GUN Records, o álbum recebeu certificação de ouro na Alemanha em 2015.
É o primeiro álbum da banda com músicas apenas em alemão.

## História
A banda gerou polêmica com o lançamento do primeiro single "Gott ist ein Popstar" que foi censurado juntamente com o videoclipe na Alemanha, pois segundo os órgãos controladores, promoviam o paganismo e o anticristianismo, o que foi fortemente negado pela banda. O escândalo fez com que a participação da banda no Echo 2006 fosse cancelada.
Após isso, a participação da banda no programa Top of the Pops também foi cancelada. Após a polêmica a banda compareceu ao Echo 2006 vestindo uma camiseta com o título da música e a palavra "censurado" em alemão tapando o título da canção. A música e o vídeo foram boicotados de diversos canais de rádio e televisão. Meses depois, a banda foi acusada pela PETA por praticar crueldade animal no vídeo de "Die Schlinge", o que se provou sendo falso.
Em 2007 a banda foi vencedora do festival Bundesvision Song Contest com a música Träumst du?, que contou com a participação da cantora Marta Jandová. Posteriormente a música foi lançada como um single e esta versão foi lançada no compilado Delikatessen. A canção também recebeu um vídeoclipe.
Em 2015, o álbum recebeu certificado de ouro por ter vendido mais de 100 mil cópias na Alemanha.
A música "Die Schlinge", originalmente deveria se chamar "Spiel mir das Lied vom Tod", porém, os detentores dos direitos autorais do filme Era uma vez no Oeste fizeram uma reclamação, já que o título da música era o mesmo que o título do filme em alemão. A música também contém elementos de "L'uomo dell'armonica", composta por Ennio Morricone.
A letra de "Eine Frau spricht im Schlaf" é um conhecido poema de Erich Kästner.
"Mein Schatz" trata do conteúdo do Senhor dos Anéis, mais especificamente seu personagem Gollum e sua saudade do anel que lhe foi tirado.

## Edições
O álbum foi lançado em três edições diferentes:
- Edição Básica (caixa de acrílico, sem livreto);
- Edição Padrão (caixa de acrílico);
- Edição Premium (formato Digipack, com conteúdo especial e mais duas faixas bônus);

O álbum foi relançado na Europa em 2019 em vinil duplo juntamente com o Wahrheit oder Pflicht.

## Faixas
| N.º            | Título                              | Duração |  |
| 1.             | "Gott ist ein Popstar"              | 3:53    |  |
| 2.             | "Das letzte Streichholz"            | 3:36    |  |
| 3.             | "Träumst du?"                       | 3:57    |  |
| 4.             | "Die Schlinge"                      | 3:58    |  |
| 5.             | "Du willst es doch auch"            | 3:27    |  |
| 6.             | "Eine Frau spricht im Schlaf"       | 3:58    |  |
| 7.             | "Mein Schatz"                       | 3:38    |  |
| 8.             | "Dreh dich nicht um"                | 3:28    |  |
| 9.             | "Land in Sicht"                     | 4:06    |  |
| 10.            | "Tanz in den Tod"                   | 3:26    |  |
| 11.            | "Ich will deine Seele"              | 3:20    |  |
| 12.            | "Zuviel Liebe kann dich töten"      | 3:48    |  |
| 13.            | "Gott ist ein Popstar" (Videoclipe) | 4:08    |  |
| Duração total: | Duração total:                      | 52:10   |  |

### Edição limitada
| N.º            | Título                                     | Duração |  |
| 13.            | "Wenn du mich lässt"                       | 3:49    |  |
| 14.            | "Menschsein"                               | 3:44    |  |
| 15.            | "Gott ist ein Popstar" (Videoclipe)        | 4:08    |  |
| 16.            | "Making Of "Gott ist ein Popstar"" (Vídeo) | 6:03    |  |
| Duração total: | Duração total:                             | 1:02:42 |  |

## Histórico de lançamento
| País                      | Data                | Gravadora              | Formato                                    | Catálogo      |
| ------------------------- | ------------------- | ---------------------- | ------------------------------------------ | ------------- |
| Alemanha · União Europeia | 24 de março de 2006 | GUN Records            | CD (Edição Básica)                         | 82876 80832 2 |
| Alemanha · União Europeia | 24 de março de 2006 | GUN Records            | CD (Edição Padrão)                         | 82876 80833 2 |
| Alemanha · União Europeia | 24 de março de 2006 | GUN Records            | CD (Edição Premium)                        | 82876 80835 2 |
| União Europeia            | 5 de abril de 2019  | Sony Music GUN Records | LP Duplo (incluindo Wahrheit oder Pflicht) | 19075938101   |

## Críticas profissionais
| Críticas profissionais | Críticas profissionais |
| Avaliações da crítica  | Avaliações da crítica  |
| Fonte                  | Avaliação              |
| ---------------------- | ---------------------- |
| Rock Hard              | 9.0/10                 |
| Metal.de               | [ 8 ]                  |
| Laut.de                | [ 9 ]                  |

O álbum recebeu diversas notas da crítica, especialmente pelo escândalo envolvendo a música "Gott ist ein Popstar".

## Desempenho nas paradas
| País     | Melhor posição (2006) |
| -------- | --------------------- |
| Alemanha | 5                     |
| Áustria  | 16                    |
| Suíça    | 23                    |

## Créditos
- Friedel Muders (FUEGO) - Design, diretor de arte, fotografia;
- Björn Gralla - gerência;
- Contra Promotion - gerência;
- Crap - guitarras, teclados, programação;
- Flux - mixagem, gravação, guitarra, samplers;
- Dero Goi - vocais, bateria;
- Oomph! - produção, música (faixas 1-5, 7-14), letras (faixas 1-5, 7-14), gravação, mixagem;
- Daniel Gibson - gravação (vocais);
- Ennio Morricone - música (faixa 4);
- Claus Hartisch - Harmônica (faixa 4);
- Erich Kästner - letra (faixa 6);
- Magdalene Maj - backing vocals (faixa 9);
- Mika Musiol - coral (faixa 1);
- André Schilly - coral (faixa 1);
- Gunnar Heyms - coral (faixa 1);
- Janina Snatzke - coral (faixa 1);
- Karsten Müller - coral (faixa 1);
- Marcus Musiol - coral (faixa 1);
- Meike Döppner - coral (faixa 1);
- Nadine Bachmann - coral (faixa 1);
- Nicole Weidner - coral (faixa 1);
- Ralf Zürn - coral (faixa 1);
- Thorsten Stein - coral (faixa 1);
- Torsten Berg - coral (faixa 1);
- Jean-Pierre Chalbos - masterização;
- Jean-Sébastien Dupuis - assistente de masterização;
- Bernd Wondollek - fotografia;
- Ralf Strathmann - fotografia;
- Gravado e mixado no Nagelstudio, Calberlah, Alemanha;
- Vocais gravados no GABU Tonstudio, Brunsvique, Alemanha;
- Masterizado no La Source Mastering, Paris, França;